# Gerda Henkel Stiftung
Die Gerda Henkel Stiftung fördert seit ihrer Gründung im Sommer 1976 Forschungen auf dem Gebiet der Historischen Geisteswissenschaften.
In über 40 Jahren Stiftungstätigkeit wurden weltweit mehr als 7.600 Forschungsvorhaben mit rund 225 Millionen Euro unterstützt. Die Kernbereiche der Fördertätigkeit – Unterstützung von Forschungsprojekten sowie Vergabe von Promotions- und Forschungsstipendien – wurden immer wieder um Förderungsinitiativen erweitert, mit denen die Stiftung Akzente in der Wissenschaftsförderung setzt. Dazu gehören der 2006 erstmals ausgeschriebene, mit 100.000 Euro dotierte internationale Gerda Henkel Preis für herausragende wissenschaftliche Leistungen in den von der Stiftung geförderten Disziplinen und Förderbereichen, das 2010 gestartete Wissenschaftsportal L.I.S.A. sowie das Sonderprogramm Sicherheit, Gesellschaft und Staat. Im Lisa Maskell Stipendienprogramm fördert die Stiftung seit 2014 junge Geisteswissenschaftler in Afrika und Südostasien. In ihrem Förderschwerpunkt „Patrimonies“ setzt sich die Stiftung verstärkt für den Erhalt kulturellen Erbes vor allem in Krisenregionen ein. Forschungen, die aktuelle Problemlagen in größere historische Zusammenhänge stellen, stehen im Zentrum der Förderschwerpunkte Demokratie als Utopie, Erfahrung und Bedrohung sowie Lost Cities. Wahrnehmung von und Leben mit verlassenen Städten in den Kulturen der Welt. Im Zusammenhang mit geförderten Projekten unterstützt die Stiftung auch soziale Begleitmaßnahmen.

## Gründung
Die Gerda Henkel Stiftung wurde im Juni 1976 von Lisa Maskell zum Gedenken an ihre Mutter Gerda Henkel (1888–1966), Tochter des Bildhauers Karl Janssen und Ehefrau von Hugo Henkel, als rechtsfähige Stiftung bürgerlichen Rechts mit Sitz in Düsseldorf errichtet. Lisa Maskell (1914–1998), Tochter von Hugo und Gerda Henkel, war eine Enkelin des Fabrikanten Fritz Henkel, der 1876 in Aachen die Firma Henkel & Cie. gründete. 1878 wurde das Unternehmen nach Düsseldorf verlegt, dem heutigen Stammsitz der Henkel AG & Co. KGaA.

## Wissenschaftsförderung
Zweck der Stiftung ist die Förderung der Wissenschaft. Die Disziplinen Archäologie, Geschichte, Kunstgeschichte, Historische Islamwissenschaften, Rechtsgeschichte, Wissenschaftsgeschichte sowie Ur- und Frühgeschichte stehen im Zentrum der Fördertätigkeit. Für Vorhaben, die ihrer methodischen Ansätze und wissenschaftlichen Inhalte wegen besondere Ergebnisse erwarten lassen, gewährt die Gerda Henkel Stiftung Promotions- und Forschungsstipendien sowie Personal-, Reise- und Sachmittel. Sie unterstützt weiterhin die Drucklegung von Forschungsergebnissen aus zuvor geförderten Projekten mit Zuschüssen.
Im Jahr 2020 stellte die Stiftung Mittel in Höhe von rund 16,1 Millionen Euro für die Förderung wissenschaftlicher Projekte bereit.

## Internationales Engagement
Die Stiftung ist international tätig. In Kooperation mit Universitäten vergibt sie mehrere Stipendien in Deutschland, Europa und den USA. Partner sind unter anderem das Institute for Advanced Study in Princeton, die Stanford University in Stanford, die Maison méditerranéenne des sciences de l’homme in Aix-en-Provence, die Maison Fondation des sciences de l’homme in Paris, das New Europe College in Bukarest und das Centre for Advanced Studies in Sofia. Dem Deutschen Historischen Institut London stellt die Stiftung Fördermittel zur Vergabe einer Gastprofessur zur Verfügung. Am Deutschen Historischen Institut Washington in Kooperation mit dem Roy Rosenzweig Center for History and New Media an der George Mason University in Fairfax, Virginia, ermöglicht sie ein Stipendium für Projekte im Bereich der Digital History. 2011 und 2012 schrieb die Stiftung mit M4HUMAN (Mobility for experienced researchers in historical humanities and Islamic studies) ein internationales Stipendienprogramm aus, das Wissenschaftlern längere Forschungsaufenthalte im Ausland ermöglicht. Die Europäische Kommission unterstützte das Programm mit Mitteln aus dem 7. EU-Forschungsrahmenprogramm und dessen Marie Curie-Maßnahmen.

## Organe und Gremien

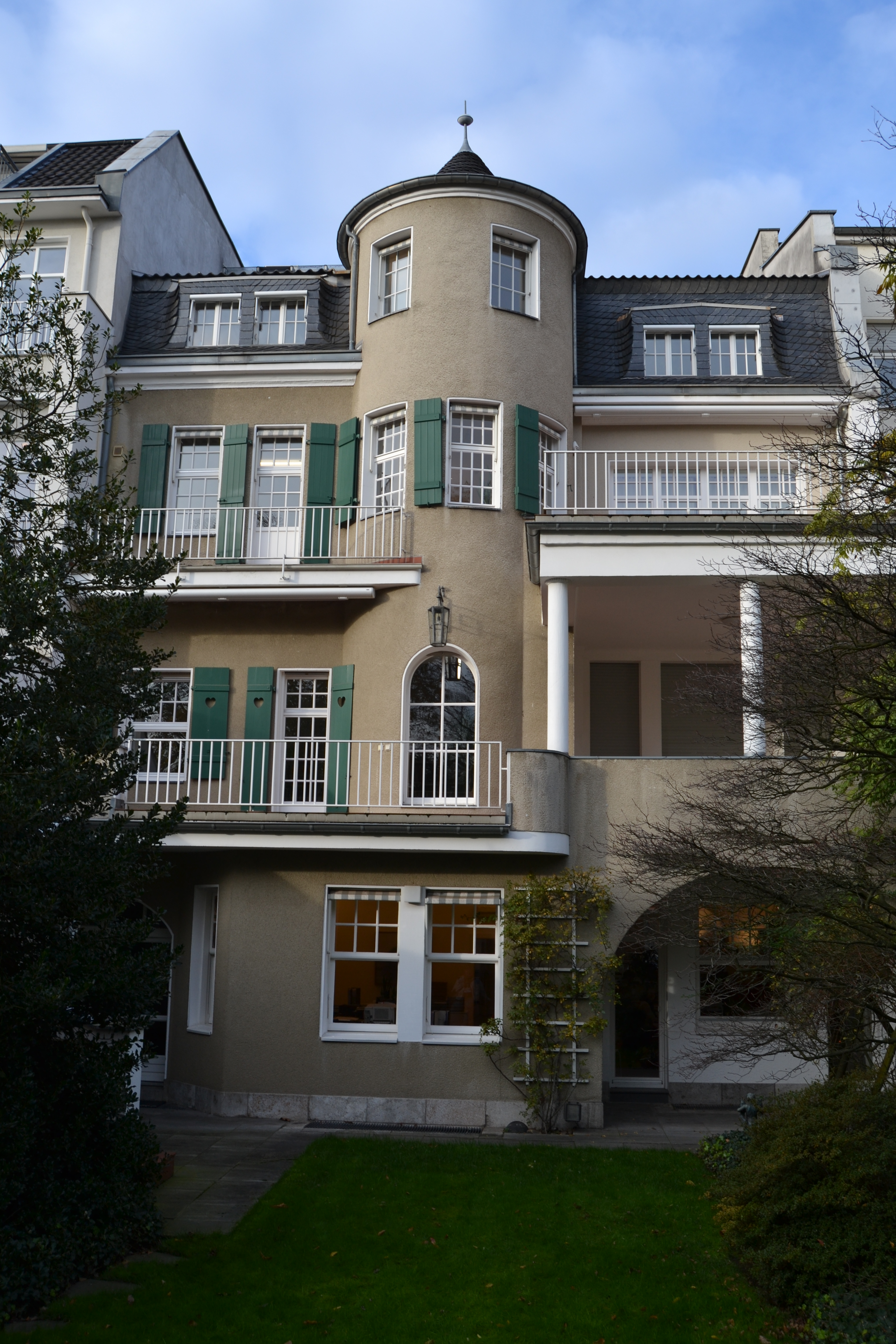
Geschäftsstelle der Stiftung in der Malkastenstraße 15 in Düsseldorf-Pempelfort, Gartenseite

### Kuratorium
- Julia Schulz-Dornburg, Vorsitzende
- Andreas Beyer, Stellvertretender Vorsitzender
- Kaspar von Braun
- Carolin Emcke
- Martin Kobler
- Jens Südekum

### Wissenschaftlicher Beirat
- Birgit Emich, Vorsitzende
- Christian Mann
- Ute Schneider
- Valeska von Rosen

### Vorstand
- Michael Hanssler, Vorsitzender
- Angela Kühnen

## Beispiele für die Fördertätigkeit
- Wiederlesbarmachung altägyptischer Wandmalerei in der Grabkammer des Neferhotep (Theben, Ägypten): Neferhotep war oberster Schreiber des Schöpfergottes Amun und verstarb in der Regierungszeit des Pharaos Eje um 1320 v. Chr. Sein Felsengrab nahe dem Tal der Könige ist reich mit Wandmalereien, farbigen Reliefs und Figuren dekoriert. Ein Team von Restauratorinnen verfolgt das Ziel, ausgewählte Texte und Darstellungen von starken Verschmutzungen zu reinigen und wieder sichtbar zu machen.
- Ausgrabungen in der Zitadelle von Anuradhapura (Sri Lanka): Anuradhapura, die alte Hauptstadt der ceylonesischen Könige, gehört zu den größten antiken Ruinen weltweit. Ziel eines archäologischen Forschungsprojekts ist es zu klären, ab wann genau Anuradhapura eine städtische Funktion innehatte und wann der Ort zum Zentrum einer Hochkultur mit Phänomenen wie Schrift und entwickeltem Entwässerungssystem wurde.
- Zeitzeugen des „Hamburger Feuersturms“ und ihre Familien: Der Begriff „Hamburger Feuersturm“ steht für den Luftangriff auf Hamburg im Sommer 1943. Ein Team aus Historikern und Psychoanalytikern untersucht am Beispiel der Überlebenden und der nachfolgenden Generationen die Frage, inwieweit Kriegserlebnisse zu langfristigen Traumatisierungen führen und wie diese individuell, familiär und gesellschaftlich verarbeitet werden.
- Die Neue Sachlichkeit in Dresden: In dem an den Staatlichen Kunstsammlungen Dresden durchgeführten Forschungsprojekt geht es um die Malerei der Neuen Sachlichkeit und des Verismus der 1920er Jahre in Dresden. Diese facettenreiche Kunstströmung wird erstmals in ihrer Gesamtheit erschlossen und mit anderen Zentren realistischer Malerei in der Weimarer Republik verglichen. Die Ergebnisse gingen in eine Ausstellung ein, die ab Herbst 2011 in Dresden zu sehen war.
- Forschungsstelle Entartete Kunst: Die Forschungsstelle „Entartete Kunst“ (Berlin/Hamburg) beschäftigt sich mit den Auswirkungen der nationalsozialistischen Kunstpolitik, insbesondere der Beschlagnahme moderner Kunstwerke in deutschen Museen durch die Nationalsozialisten im Jahr 1937. Untersucht werden das Schicksal der Künstler, die Strategien der Museumsleiter, die Rolle der Kunsthändler sowie die Wege der Kunstwerke bis zu ihrem heutigen Standort.
- Arbeiten am Mentsun Lhakhang Felshöhlentempel, Nepal: Bei dem mit Wandmalereien und Lehmstuckstatuen aus frühbuddhistischer Zeit ausgestatteten Tempel Mentsun Lhakhang handelt es sich um die bisher älteste buddhistische Höhlentempelstätte Nepals. Ziel eines Forschungsprojekts ist es, das eingebrochene Dach wieder instand zu setzen und die durch Regen und Schnee beschädigten, in Nepal einzigartigen Wandmalereien zu restaurieren.
- Xiongnu-Fürstengräber in Noin-Ula, Mongolei: Der Friedhof von Noin-Ula in der nördlichen Mongolei ist ein bedeutendes Zeugnis der Sepulkralkultur der Xiongnu, der frühen asiatischen Hunnen. Die bis zu 18 Meter tiefen Grabschächte bieten reichhaltige Funde, vor allem seltenes organisches Material. Ein Team russischer Archäologen hat mit modernsten Methoden eines der letzten großen Fürstengräber erforscht.
- Ausgrabungen in Kalapodi, Griechenland: Ein Team des Deutschen Archäologischen Instituts Athen erforscht das Heiligtum von Kalapodi, das eine für das griechische Festland einzigartige kontinuierliche Abfolge von Kultbauten von der archaischen bis zur spätmykenischen Epoche aufweist. Die übereinander liegenden Bauten geben Aufschluss über die Entstehungsgeschichte des griechischen Tempels und beleuchten Religion und Kult der „Dunklen Jahrhunderte“.
- Täuferforschung: An der baptistischen Theologischen Hochschule Elstal wird unter Leitung von Martin Rothkegel die Geschichte der Täuferbewegung erforscht und von der Gerda-Henkel-Stiftung gefördert.[1]

## Gerda Henkel Vorlesungen
Die Gerda Henkel Vorlesungen werden in einer eigenen Reihe der Stiftung im Rhema Verlag, Münster, publiziert.
Zuletzt veröffentlicht wurden:
- Lorraine Daston: Der Traum von der Einheit der Wissenschaft (2023)

- Achille Mbembe: Of African Objects in Western Museums / Über afrikanische Objekte in westlichen Museen (2019)
- Lyndal Roper: Luther und ich: Wie eine Frau dazu kam, die Biographie eines Patriarchen zu schreiben (2017)
- Stephan Seidlmayer: Forschung und Begegnung. Archäologie in Ägypten (2015)
- Jürgen Osterhammel: Weltgeschichte und Gegenwartsdiagnose (2013)
- Hermann Parzinger: Archäologie und Politik. Eine Wissenschaft und ihr Weg zum kulturpolitischen Global Player (2012)
- Gudrun Krämer: Distanz und Nähe. Fragen einer kritischen Islamwissenschaftlerin (2011)
- Richard Sennett: How I write: Sociology as Literature / Wie ich schreibe: Soziologie als Literatur (2009)
- Dieter Langewiesche: Staat, Nation und Föderation in der europäischen Geschichte (2008)
- Martin Warnke: Könige als Künstler (2007)

## Historische Bibliothek der Gerda Henkel Stiftung
Eine mit dem Verlag C. H. Beck in München entwickelte Publikationsreihe – die „Historische Bibliothek der Gerda Henkel Stiftung“ – versammelt Monographien aus den von der Stiftung geförderten Feldern. Die Reihe soll ausgewiesenen Wissenschaftlern die Möglichkeit zu geben, grundlegende Erkenntnisse aus dem Bereich der Historischen Geisteswissenschaften einer interessierten Öffentlichkeit näher zu bringen. Die Stiftung will damit herausragende geisteswissenschaftliche Forschungsleistungen fördern.
- Stig Förster: Deutsche Militärgeschichte. Von der Frühen Neuzeit bis zur Gegenwart, 2025, ISBN 978-3-406-81192-0.
- Pedro Barceló: Geschichte Spaniens in der Antike. Von den Phönikern bis zum Kalifat von Córdoba, 2025, ISBN 978-3-406-82898-0.
- Dorothea Weltecke: Die drei Ringe. Warum die Religionen erst im Mittelalter entstanden sind, 2024, ISBN 978-3-406-81192-0.
- Peter Schäfer: Das aschkenasische Judentum. Herkunft, Blüte, Weg nach Osten, 2024, ISBN 978-3-406-81247-7.
- Winfried Nerdinger: Architektur in Deutschland im 20. Jahrhundert. Geschichte, Gesellschaft, Funktionen, 2023, ISBN 978-3-406-80710-7.
- Wolfgang Behringer: Der große Aufbruch. Globalgeschichte der Frühen Neuzeit, 2023, ISBN 978-3-406-78344-9.
- Karl-Joachim Hölkeskamp: Theater der Macht. Die Inszenierung der Politik in der Römischen Republik, 2023, ISBN 978-3-406-80693-3.
- Holger Gzella: Aramäisch. Weltsprache des Altertums, 2023, ISBN 978-3-406-79348-6.

- Gudrun Krämer: Der Architekt des Islamismus. Hasan al-Banna und die Muslimbrüder, Beck, München 2022, ISBN 978-3-406-78177-3.
- Thomas O. Höllmann: China und die Seidenstraße. Kultur und Geschichte von der frühen Kaiserzeit bis zur Gegenwart , 2022, ISBN 978-3-406-78166-7.
- Klaus Mühlhahn: Geschichte des modernen China. Von der Qing-Dynastie bis zur Gegenwart, 2021, ISBN 978-3-406-76506-3
- Jill Lepore: Diese Wahrheiten. Geschichte der Vereinigten Staaten von Amerika, 2019, ISBN 978-3-406-73988-0
- Mischa Meier: Geschichte der Völkerwanderung. Europa, Asien und Afrika vom 3. bis zum 8. Jahrhundert n. Chr., 2019, ISBN 978-3-406-73959-0
- Dieter Langewiesche: Der gewaltsame Lehrer. Europas Kriege in der Moderne, 2019, ISBN 978-3-406-72708-5
- Frank Rexroth: Fröhliche Scholastik. Die Wissenschaftsrevolution des Mittelalters, 2018, ISBN 978-3-406-72521-0
- Hartmut Leppin: Die frühen Christen. Von den Anfängen bis Konstantin, 2018, ISBN 978-3-406-72510-4
- Bernd Roeck: Der Morgen der Welt. Geschichte der Renaissance, 2017, ISBN 978-3-406-69876-7
- Manfred Hildermeier: Geschichte der Sowjetunion 1917–1991. Entstehung und Niedergang des ersten sozialistischen Staates, 2017, ISBN 978-3-406-71408-5
- Werner Plumpe: Carl Duisberg. 1861–1935. Anatomie eines Industriellen, 2016, ISBN 978-3-406-69637-4
- Jörg Rüpke: Pantheon. Geschichte der antiken Religionen, 2016, ISBN 978-3-406-69641-1
- Wolfgang Reinhard: Die Unterwerfung der Welt. Eine Globalgeschichte der europäischen Expansion 1415 – 2015, 2015, ISBN 978-3-406-68718-1
- David Nirenberg: Anti-Judaismus. Eine andere Geschichte des westlichen Denkens, 2015, ISBN 978-3-406-67531-7
- Heinz Halm: Kalifen und Assassinen. Ägypten und der Vordere Orient zur Zeit der ersten Kreuzzüge, 2013, ISBN 978-3-406-66163-1
- Friedrich Lenger: Metropolen der Moderne. Eine europäische Stadtgeschichte seit 1850, 2013, ISBN 978-3-406-65199-1
- Stefan M. Maul: Wahrsagekunst im Alten Orient. Zeichen des Himmels und der Erde, 2013, ISBN 978-3-406-64514-3
- Manfred Hildermeier: Geschichte Russlands. Vom Mittelalter bis zur Oktoberrevolution, 2012, ISBN 978-3-406-64551-8
- Willibald Sauerländer: Der katholische Rubens. Heilige und Märtyrer, 2011, ISBN 978-3-406-62362-2
- Jörg Fisch: Das Selbstbestimmungsrecht der Völker. Die Domestizierung einer Illusion, 2010, ISBN 978-3-406-59858-6
- Christian Marek: Geschichte Kleinasiens in der Antike, 2010, ISBN 978-3-406-59853-1
- Bernd Stöver: Zuflucht DDR. Spione und andere Übersiedler, 2009, ISBN 978-3-406-59100-6
- Jürgen Osterhammel: Die Verwandlung der Welt. Eine Geschichte des 19. Jahrhunderts, 2009, ISBN 978-3-406-58283-7
- Werner Busch: Das unklassische Bild. Von Tizian bis Constable und Turner, 2009, ISBN 978-3-406-58246-2
- Hugh Barr Nisbet: Lessing. Eine Biographie, aus dem Englischen übersetzt von Karl S. Guthke, 2008, ISBN 978-3-406-57710-9
- Roderich Ptak: Die maritime Seidenstraße. Küstenräume, Seefahrt und Handel in vorkolonialer Zeit, 2007, ISBN 978-3-406-56189-4
- Hermann Parzinger: Die frühen Völker Eurasiens. Vom Neolithikum zum Mittelalter, 2006, ISBN 978-3-406-54961-8

## Gerda Henkel Preis
Seit 2006 wird der Gerda Henkel Preis in einem Turnus von zwei Jahren an Wissenschaftler verliehen, die in den von der Stiftung geförderten Disziplinen und Förderbereichen herausragende Forschungsleistungen erzielt haben und weitere erwarten lassen. Der Gerda Henkel Preis ist mit 100.000 Euro dotiert. Das Preisgeld ist zur freien Verwendung bestimmt.

### Preisträger
Quelle:
- 2006 Martin Warnke, Hamburg
- 2008 Richard Sennett, New York/London
- 2010 Gudrun Krämer, Berlin
- 2012 Jürgen Osterhammel, Konstanz
- 2014 Stephan Seidlmayer, Kairo
- 2016 Lyndal Roper, Oxford
- 2018 Achille Mbembe, Johannesburg
- 2020 Lorraine Daston, Berlin[3]
- 2022 kein Preisträger
- 2024 Karl Schlögel[4]

## L.I.S.A. – Wissenschaftsportal Gerda Henkel Stiftung
Im Jahr 2010 richtete die Stiftung ein eigenes Internetportal ein: L.I.S.A. – Wissenschaftsportal Gerda Henkel Stiftung informiert fächerübergreifend über Themen aus dem Bereich der historischen Geisteswissenschaften und lädt zur Diskussion über Forschung ein.